# Camponotus monju
Camponotus monju  (лат.) — вид муравьёв рода Camponotus из подсемейства формицины (Formicinae). 

## Распространение
Япония.

## Описание
Длина около 1 см. Муравьи с диморфичной кастой рабочих (включая солдат). От близких видов подрода Tanaemyrmex отличаются обильными отстоящими волосками (дорзум пронотума и мезонотума с 6-14 и 2-6 отстоящими волосками, соответственно; дорзум проподеума с более чем 6 отстоящими волосками), тёмной окраской, длинным скапусом усиков, мезосома сильно выпуклая, строением клипеуса (его передняя часть слабо выступающая). Основная окраска коричневая и чёрная: голова, мезосома, петиоль, ноги и тергиты брюшка черновато-коричневые. Усики длинные, у самок и рабочих 12-члениковые. Жвалы рабочих с 6 зубцами. Нижнечелюстные щупики 6-члениковые, нижнегубные щупики состоят из 4 сегментов. Стебелёк между грудкой и брюшком состоит из одного сегмента (петиоль). Вид был впервые описан в 1999 году японским мирмекологом Мамору Тераямой (Laboratory of Applied Entomology, Division of Agriculture and Agricultural Life Sciences, Токийский университет, Токио, Япония). Сходен с видами Camponotus devestivus (Япония), Camponotus pseudoirritans (южный Китай) и Camponotus mitis (Индия, южный Китай, Шри-Ланка). Однако, он отличается от Camponotus devestivus более обильными отстоящими волосками на голове и груди (пронотум и мезонотум), а от Camponotus pseudoirritans и Camponotus mitis отличается прямоугольной головой солдат.